# Hanna Resvoll-Holmsen
Hanna Maria Resvoll-Holmsen, född 11 september 1873 i Vågå, död 13 mars 1943 i Oslo, var en norsk botaniker. Hon var syster till Thekla Resvoll och gift med Gunnar Holmsen. 
Resvoll var flera år lärarinna, tog 1910 matematisk-naturvetenskaplig ämbetsexamen och blev 1915 universitetsstipendiat i växtgeografi i Kristiania och 1921 docent i detta ämne där. Hon gjorde resor till Spetsbergen 1907 och 1908, första gången som botaniker vid Albert I:s av Monaco expedition. Hon författade Observations botaniques i "Campagnes scientifiques par Albert I, prince souverain de Monaco" (1913) samt dessutom bland annat Om vegetationen ved Tessevand i Lom (1912) och Statistiske vegetationsundersøgelser (1914).